# Bernd Braun (Diplomat)
Bernd Braun (* 1946 in Berlin) ist ein deutscher Diplomat und war von 2009 bis 2011 Botschafter in Malta.

## Leben
Nach dem Abitur studierte Braun zwischen 1966 und 1971 Rechtswissenschaften an der Freien Universität Berlin sowie der Eberhard Karls Universität Tübingen und legte 1971 sein Erstes Staatsexamen ab. Danach befand er sich zwischen 1972 und 1975 im Vorbereitungsdienst in Berlin und Straßburg und bestand 1975 sein Zweites Staatsexamen, woraufhin er bis 1976 die École nationale d’administration (ENA) in Straßburg absolvierte. Anschließend war er zuerst Rechtsanwalt in Berlin, ehe er 1977 in den Auswärtigen Dienst eintrat.
Nach Abschluss des Vorbereitungsdienstes und Bestehen der Laufbahnprüfung fand er zunächst zwischen 1980 und 1983 Verwendung an der Botschaft im Sudan und danach bis 1987 an der Ständigen Vertretung bei den Vereinten Nationen in New York City. Nach einer anschließenden Verwendung im Auswärtigen Amt war er von 1989 bis 1991 Mitarbeiter an der Botschaft in Ungarn sowie im Anschluss erneut im Auswärtigen Amt.
Danach folgte von 1994 bis 1998 eine Verwendung als Ständiger Vertreter an der Botschaft in Ukraine sowie danach bis 1999 als Botschafter und Leiter der Mission der Organisation für Sicherheit und Zusammenarbeit in Europa (OSZE) in Estland. Nach seiner Rückkehr nach Berlin war bis 2003 Referatsleiter für die Region Kaukasus und Zentralasien im Auswärtigen Amt sowie daraufhin erst Botschafter in Kenia und im Anschluss von 2006 bis 2008 Generalkonsul in Sankt Petersburg.
2008 war er Mitarbeiter der Stiftung Wissenschaft und Politik in Berlin und anschließend 2009 Teilnehmer am Sicherheitsseminar der Bundesakademie für Sicherheitspolitik in Berlin-Niederschönhausen.
Im Juli 2009 wurde Bernd Braun Botschafter der Bundesrepublik Deutschland in Malta, bevor er 2011 durch Hubert Ziegler ersetzt wurde.
| Personendaten    | Personendaten      |
| ---------------- | ------------------ |
| NAME             | Braun, Bernd       |
| KURZBESCHREIBUNG | deutscher Diplomat |
| GEBURTSDATUM     | 1946               |
| GEBURTSORT       | Berlin             |